# Alexandre Albouy
Pour les articles homonymes, voir Albouy.
Pas d'image ? Cliquez ici

a Compétitions nationales et continentales officielles uniquement.

b Matchs officiels uniquement.
Dernière mise à jour le 16 juin  2021.
Alexandre Albouy, né le 26 mai 1979 à Castres (Tarn), est un joueur français de rugby à XV jouant au poste de demi de mêlée.

## Biographie
Avec le Castres olympique, Alexandre Albouy est champion de France cadets en 1996 face au Stade toulousain et vice-champion de France Crabos en 1998 face à la Section paloise au Stade de France contre l'équipe d'Italie dans le cadre du tournoi des six nations 2002.
Toujours sous les couleurs du Castres olympique, Il commence sa carrière professionnelle en 1999 et évolue au poste de demi de mêlée. Avec le club tarnais, il dispute une demi-finale de Championnat en 2001 et une demi-finale de coupe d'Europe la saison suivante où il est également sélectionné en équipe de France.
Il a honoré sa première cape internationale en équipe de France le 2 février 2002 contre l'équipe d'Italie dans le cadre du Tournoi des Six Nations 2002.
En septembre 2003, il joue avec les Barbarians français à l'occasion d'un match opposant le XV de France, rebaptisé pour l'occasion XV du Président (afin de contourner le règlement qui interdit tout match international à moins d'un mois de la Coupe du monde), et les Barbarians français, composés essentiellement des joueurs tricolores non retenus dans ce XV présidentiel et mis à disposition des Baa-Baas par Bernard Laporte. Ce match se déroule au Parc des sports et de l'amitié à Narbonne et voit le XV du président s'imposer 83 à 12 face aux Baa-Baas.
En juin 2005, il est sélectionné avec les Barbarians français pour aller défier la Western Province à Stellenbosch en Afrique du Sud. Les Baa-Baas s'inclinent 22 à 20.
Il prend sa retraite en 2015, à l'AS Lavaur. De 2017 à 2021, il est entraîneur adjoint du club.
Ensuite, il rebondit au SC Albi où il est l'entraîneur des lignes arrières jusqu'en 2025.

## Statistiques
- 1 sélection en équipe de France en 2002
- Tournoi des Six Nations disputé : 2002 (Grand Chelem)
- Équipe de France A : 1 sélection en 2005 (Italie A)

## Palmarès

### En club
- Castres olympique
  - Finaliste du Challenge européen en 2000
  - Vainqueur du Bouclier européen en 2003
  - Vainqueur du Challenge Sud Radio en 2003[7]

- Stade français Paris
  - Vainqueur du Championnat de France en 2007[Note 1]

### En équipe nationale
- France
  - Vainqueur du Tournoi des Six Nations en 2002 (Grand Chelem)